# Johann Ulrich Steigleder
Johann (Hans) Ulrich Steigleder (* 22. März 1593 in Schwäbisch Hall; † 10. Oktober 1635) war ein deutscher Komponist und Organist des Frühbarock.

## Familie
Johann Ulrich Steigleder entstammte einer alten Organistenfamilie. Sein Großvater Utz Steigleder († 1581) war Hof- und Stiftsorganist im Dienste mehrerer württembergischer Herzöge. Sein Vater Adam Steigleder (1561–1633) erhielt von Herzog Ludwig ein Stipendium, um von 1580 bis 1583 in Rom zu studieren. Nach der Rückkehr war der erhoffte Kapellmeisterposten durch den aus dem Hochstift Lüttich stammenden Simon Lohet besetzt. Nach einer kurzen Zeit in der Hofkapelle wurde Adam Steigleder Organist an der Michaelskirche in Schwäbisch Hall und später Organist am Ulmer Münster.

## Leben und Wirken
Johann Ulrich Steigleder wurde vom Vater unterrichtet, so erwähnte er im Vorwort seiner Ricercar-Tabulatur, er sei in der Jugend „neben erlernung deß Instruments und Orgel Schlagens von meinen lieben vattern auch zu Organistischer Composition angehallten worden“. Mit 20 Jahren wurde er Organist in Lindau, drei Jahre später wurde er Organist an der Stuttgarter Stiftskirche und wirkte auch in der Hofkapelle mit. Möglicherweise hat in Stuttgart der jugendliche Johann Jakob Froberger unter ihm gewirkt. 
1626 hat Steigleder ein Haus erworben in Lage zwischen Rothebildtor und Oberem Tor in Stuttgart. Nach der Kleinen Württembergischen Chronika von Narcissus Schwehlin 1660 brach am 6. März 1628 morgens 3 Uhr durch ein unachtsam hinterlassenes Feuer anlässlich einer Wäsche ein Brand aus. Ein Nachbar hat ihn (er hatte eine Prothese: „Stelzen“, „Eisin Fuß“) aus dem Haus gerettet, Frau, Kind und Magd haben sich durch einen Sprung gerettet. Bei diesem Brand sind all seine „Mobilien“ verbrannt. Das heißt, nicht nur Möbel und sonstiger Hausrat, sondern auch seine Musikalien, Kompositionen usw. Dies dürfte u. a.dazu beigetragen haben, dass er nichts mehr veröffentlicht hat. Laut der Dissertation von Emsheimer über Steigleder war Narcissus Schwehlin, der Autor der Chronik, sein Schüler und Nachfolger als Organist. Das erklärt auch, dass Steigleder der einzige Musiker ist, der in der Chronik erwähnt wird.
Nach der Schlacht bei Nördlingen kam Stuttgart unter österreichische Herrschaft und die Stiftsmusik wurde aufgelöst. 
Bei der in der nachfolgenden Not ausgebrochenen Pestepidemie starb Steigleder im Oktober 1635.
Steigleders Werke sind ein Beispiel für württembergischen Frühbarock. Gedruckt wurde ein Orgel-Tabulaturbuch Ricercar Tabulatura, Organis et Organoedis mit 12 Ricercaren (1624), welches er selber in moderner Notenschrift in Kupfer stach. Es befindet sich im Besitz der Württembergischen Landesbibliothek. Ein weiteres mit 40 Choralvariationen über das von Martin Luther stammende Lied Vater unser im Himmelreich erschien 1627.

## Diskografie
- Das Orgelwerk: Tabulatur Buch Darinnen Daß Vatter unser auff 2. 3 und 4 Stimmen Componirt und viertzig mal Varirt würd (1627) und Ricercar Tabulatura (1624) Organist, Léon Berben an der Arp Schnitger-Orgel St. Jacobi Cuxhaven (2 CD, Aeolus, 2005)
- Ricercar Tabulatura 1624  Organist, Olimpio Medori, Orgel S. Annunziata Florenz (Cornetto, 2004)